# Alberto Rodríguez (worstelaar)
José Alberto Rodríguez Chucuan (San Luis Potosí, 25 mei 1977), beter bekend als Alberto Del Rio en Alberto El Patrón, is een Mexicaans-Amerikaans professioneel worstelaar, worstelpromotor, sportcommentator en MMA-vechter die sinds 2022 onder contract als Spaanstalige commentator voor de Ultimate Fighting Championship (UFC).
In het worstelen is Alberto bekend van zijn tijd bij de World Wrestling Entertainment, Total Nonstop Action Wrestling (TNA), Ring of Honor (ROH), Lucha Libre AAA Worldwide (AAA), World Wrestling Council (WWC) en Consejo Mundial de Lucha Libre (CMLL).
Bij zijn tijd in WWE is Alberto een 2-voudig WWE Champion, World Heavyweight Champion en United States Champion. In 2017 en 2018 kwam hij kort uit voor TNA en GFW en heeft een keer het TNA World Heavyweight Championship en GFW Global Championship kunnen bemachtigen.
Tevens kwam hij ook uit in verschillende promoties in Mexico, waaronder AAA en CMLL. Hij is een voormalige AAA Mega Champion en CMLL World Heavyweight Champion. Verder heeft nog gewerkt voor verschillende promoties in Japan en het onafhankelijke worstelcircuit.

## Professioneel worstelcarrière (2000-)

### Beginjaren (2000-2009)
Hij werd geboren in San Luis Potosí en is de zoon van Dos Caras (José Luis Rodríguez Arellano). Rodríguez groeide op in een worstelfamilie. Aanvankelijk was hij traditioneel worstelaar. Rodríguez werd getraind door Leonel Kolesni en Juan Fernández. Later werd hij opgenomen in het Mexicaanse nationale worstelteam en won enkele titels. In 1997 behaalde Rodríguez in Tsjechië de derde plaats op de World Junior Championships. Hij won, in zijn gewichtsklasse, ook drie keer een medaille op de Centraal-Amerikaanse en Caraïbische Spelen en won een medaille op de Pan-Amerikaanse Spelen.
Rodríguez debuteerde als professioneel worstelaar in 2000, op 23-jarige leeftijd. Hij werd begeleid door zijn vader. Op 9 mei 2000 maakte Rodríguez, onder zijn ringnaam Dos Caras Jr., zijn debuut in de Asistencia Asesoría y Administración (AAA). Na zijn debuut trok hij even naar Japan. Voordat Rodríguez grote bekendheid verwierf in de WWE gebruikte hij meestal de ringnaam Dos Caras Jr., als eerbetoon aan zijn vader.
In zijn beginjaren trad Rodríguez voornamelijk op in Mexico en Japan. Hij werd opgeleid tot een mixed-martialartist alsook een luchador. In zijn land van herkomst boekte hij vooral succes in de Asistencia Asesoría y Administración (AAA) en Consejo Mundial de Lucha Libre (CMLL). In juli 2007 won Rodríguez het CMLL World Heavyweight Championship. Zijn heerschappij duurde 553 dagen. Hij verloor de titel op 22 december 2008. 

### World Wrestling Entertainment (WWE) (2009-2014)

#### Opleiding &SmackDown!-debuut (2009-2010)

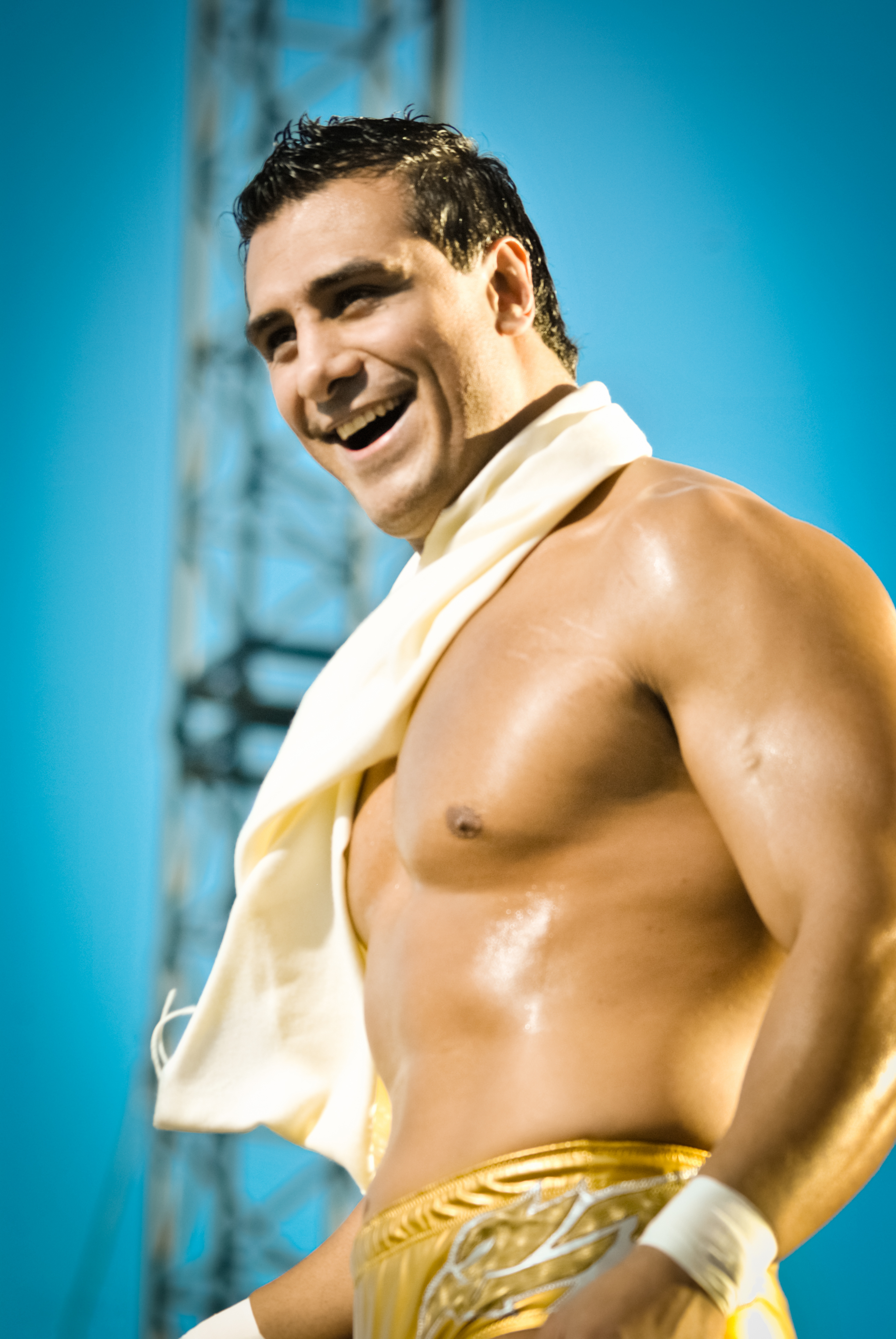
Rodríguez als Alberto Del Rio in 2010

Hij tekende in 2009 een contract bij de WWE en werd als Alberto Del Rio doorverwezen naar het televisieprogramma Florida Championship Wrestling (FCW), de voorloper van NXT. Hij worstelde onder de ringnamen Dos, Dorado en El Dorado. Op 6 augustus 2009 veranderde hij zijn karakter in Alberto Banderas en droeg voor het eerst in zijn carrière geen masker.
Uiteindelijk stroomde hij door naar de populaire programma's Monday Night Raw en Friday Night SmackDown!, maar maakte zijn grote televisiedebuut als Alberto Del Rio pas tijdens Friday Night SmackDown! op 20 augustus 2010, met landgenoot en toekomstige rivaal Rey Mysterio als eerste tegenstander. De volgende maanden was Del Rio aanwezig bij verscheidene pay-per-viewevenementen zoals Bragging Rights, Survivor Series, King of the Ring (toernooi) en TLC: Tables, Ladders & Chairs. Hij was ook te zien in het tv-programma NXT-seizoen4 waar hij, samen met Ricardo Rodríguez, de mentor was van Conor O'Brian.

#### Succesperiode (2011-2012)

##### Royal Rumble-winnaar
Del Rio won de Royal Rumble in januari 2011. Een dag later maakte Del Rio bekend dat hij Edge, die toen in bezit was van het World Heavyweight Championship, uitdaagde voor de titel bij WrestleMania XXVII. Del Rio verloor echter van Edge. In de aanloop naar Extreme Rules kondigde Edge onverwacht zijn pensioen aan en stelde zijn titel vacant. Op 25 april 2011 werd Del Rio door de WWE Draft naar de Raw-brand overgeplaatst. Bij het evenement Extreme Rules verloor Del Rio een ladder match van Christian, die het vacante World Heavyweight Championship won. 

##### Mr. Money in the Bank

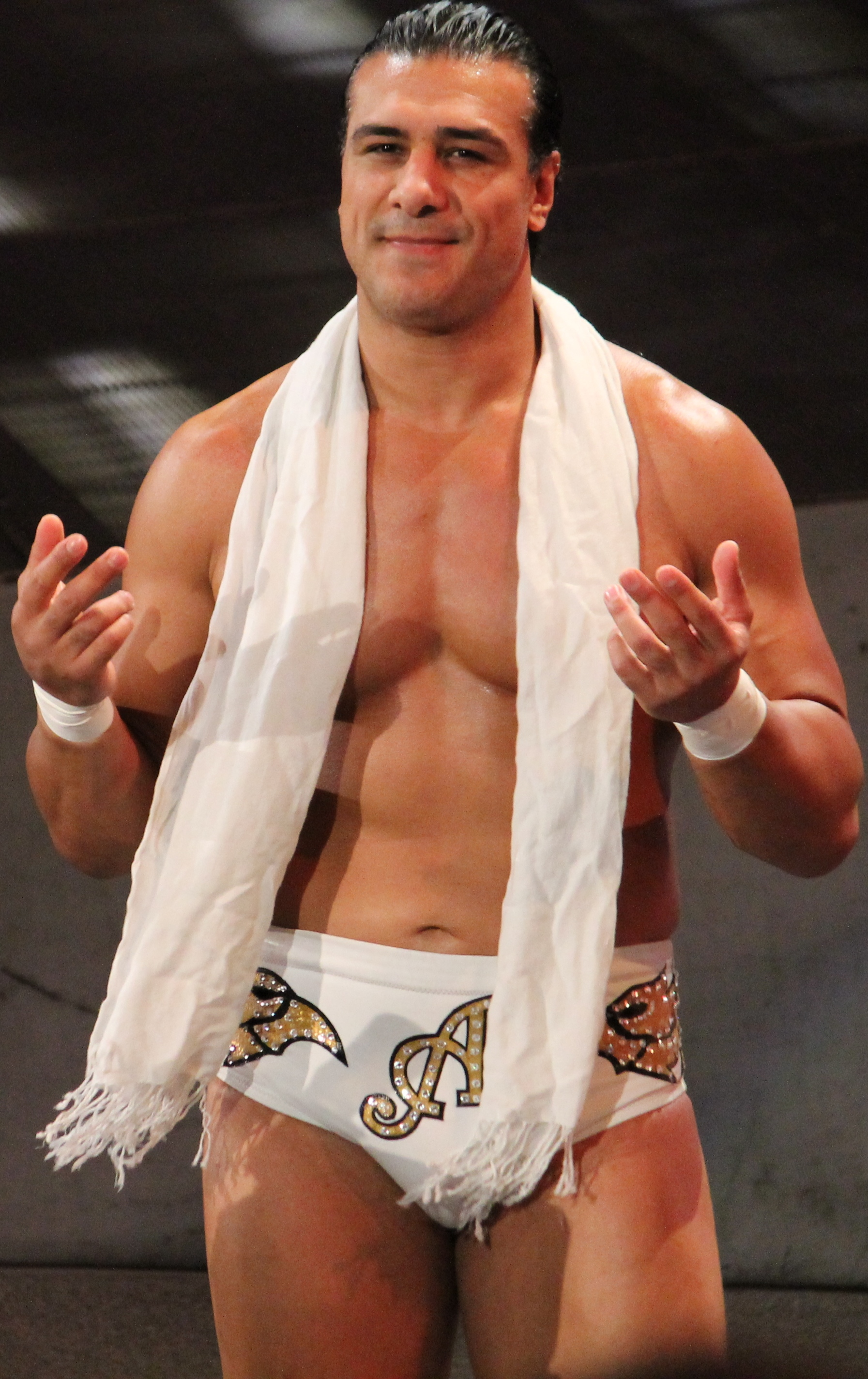
Rodríguez als Alberto Del Rio in 2012

Del Rio zegevierde datzelfde jaar in de Money in the Bank ladder match, waardoor hij de eerste professioneel worstelaar werd die zowel Royal Rumble als Money in the Bank in hetzelfde kalenderjaar op zijn palmares schreef. Del Rio versloeg Alex Riley, Evan Bourne, Jack Swagger, Kofi Kingston, The Miz, R-Truth en Rey Mysterio. 
Del Rio had tevens enkele matpartijen met John Cena en CM Punk gedurende de zomer en herfst van 2011 en een verhaallijn met The Big Show in het najaar van 2012. Bij het evenement SummerSlam leverde Del Rio zijn Money in the Bank-koffer in, versloeg CM Punk en won zijn eerste WWE Championship. Bij het evenement Night of Champions moest Del Rio zijn WWE Championship afstaan aan John Cena. Bij het evenement Hell in a Cell won Del Rio voor de tweede keer het WWE Championship door Cena en CM Punk te verslaan in een vrij zeldzame triple threat Hell in a Cell match. 
Bij het evenement Survivor Series op 20 november 2011 speelde Del Rio de titel kwijt aan CM Punk. Op 8 januari 2013 veroverde Del Rio het thans voormalige World Heavyweight Championship door een last man standing-wedstrijd te winnen van Big Show. Deze overwinning werd een dag later uitgebreid gevierd met een Mexicaans feestje. Tijdens een aflevering van Raw op 8 april 2013 moest Del Rio het kampioenschap evenwel doorgeven aan Dolph Ziggler. Bij het evenement Payback heroverde hij voor de tweede keer de titel van Dolph Ziggler. Op 28 oktober 2013, bij het evenement Hell in a Cell, moest hij de titel afstaan aan Cena. 

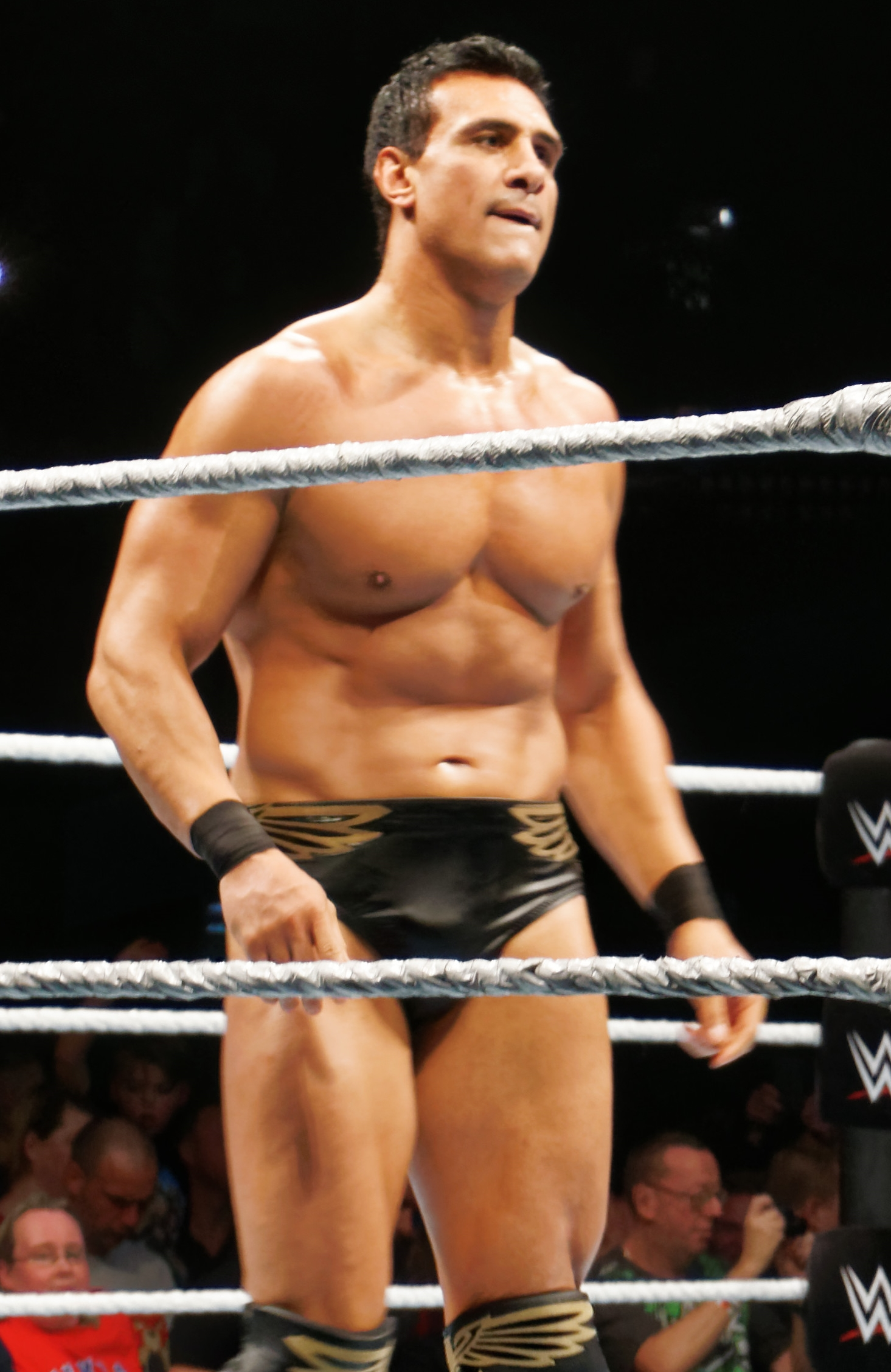
Rodríguez als Alberto Del Rio in 2016

#### Ontslag
Rodríguez verliet de WWE in 2014 ten gevolge van een uit de hand gelopen dispuut. Op 7 augustus liet WWE weten dat Rodríguez was ontslagen. WWE verklaarde alleen dat dit ontslag kwam vanwege onprofessioneel gedrag en een woordenwisseling met een andere werknemer.

### Alberto El Patrón & terugkeer naar WWE (2014-2016)
Hij zette zijn carrière voort als Alberto El Patrón in andere promoties zoals Lucha Libre AAA Worldwide (AAA), Ring of Honor (ROH), Lucha Underground en verschillende onafhankelijke promoties in de Verenigde Staten. In de AAA won hij één keer het AAA Mega Championship. Rodríguez keerde onaangekondigd terug naar de WWE als Alberto Del Rio bij het evenement  Hell in a Cell. 
Del Rio veroverde nog tweemaal het United States Championship, maar werd in augustus 2016 wederom ontslagen. Als reden voor zijn tweede vertrek gaf de WWE aan dat Rodríguez' personage niet langer perspectieven bood voor de verdere toekomst en dat zijn personage als dusdanig uitgezongen was. 
Rodríguez worstelde vervolgens in Total Nonstop Action Wrestling (TNA) en voegde vrijwel meteen het Impact World Heavyweight Championship toe aan zijn prijzenkast. 

## Prestaties

### Amateurworstelen
- World Junior Championships
  - Derde plaats (1997)

- Centraal-Amerikaanse en Caraïbische Spelen
  - Eerste plaats (3 keer)

- Pan-Amerikaanse Spelen
  - Winnaar (1 keer)

### Professioneel worstelen
- Alianza Universal De Lucha Libre
  - Copa Universo (2019) – met LA Park
- Big League Wrestling
  - BLW World Heavyweight Championship (1 keer)[7]
- Consejo Mundial de Lucha Libre
  - CMLL World Heavyweight Championship (1 keer)[8]
  - La Copa Junior (2006)
- Impact Wrestling
  - GFW Global Championship (1 keer)
  - TNA World Heavyweight Championship (1 keer)
- Lucha Libre AAA Worldwide
  - AAA Mega Championship (1 keer)
  - Lucha Libre World Cup (2015)[9] – met Myzteziz en Rey Mysterio Jr.
  - Técnico of the Year (2014)
- New Generation Championship Wrestling
  - NGCW Heavyweight Championship (1 keer)
- Pro Wrestling Illustrated
  - Gerangschikt op #6 van de 500 worstelaars in de PWI 500 in 2011[10]
- Qatar Pro Wrestling
  - QPW World Championship (1 keer)[11]
- World Association of Wrestling
  - WAW Undisputed World Heavyweight Championship (1 keer)[12]
- WWE
  - WWE Championship (2 keer)
  - World Heavyweight Championship (2 keer)
  - WWE United States Championship (2 keer)
  - Bragging Rights Trophy (2010) – met Team SmackDown (Big Show, Rey Mysterio, Jack Swagger, Edge, Tyler Reks en Kofi Kingston)[13]
  - Money in the Bank (Raw 2011)[14]
  - Royal Rumble (2011)
- World Wrestling League
  - WWL World Heavyweight Championship (1 keer)
- Wrestling Observer Newsletter
  - Best Gimmick (2010)